# NGC 3568

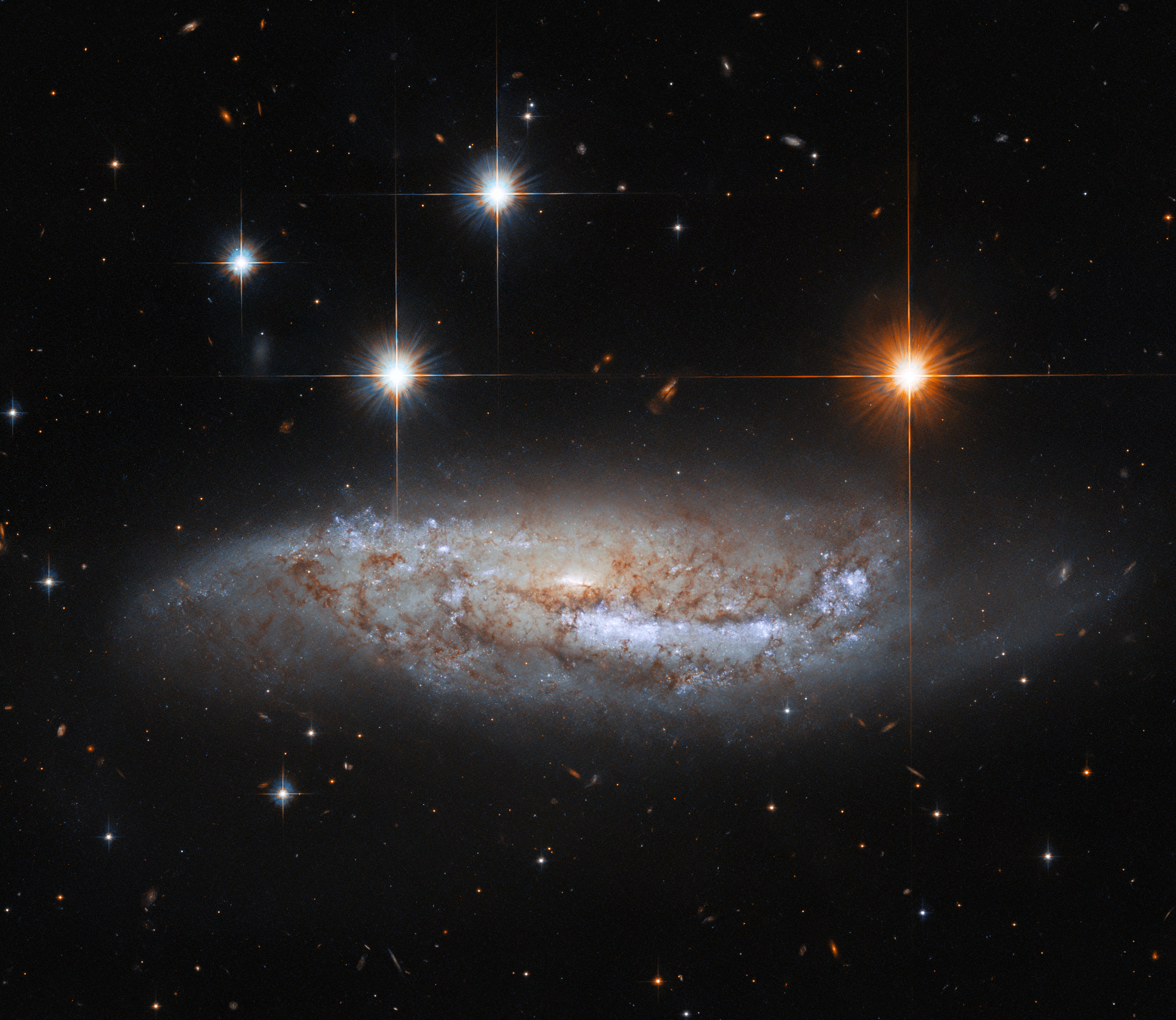
NGC 3568 par le télescope spatial Hubble.

NGC 3568 est une galaxie spirale barrée située dans la constellation du Centaure. NGC 3568 a été découverte par l'astronome britannique John Herschel en 1835.

## Caractéristiques
La classe de luminosité de NGC 3568 est III et elle présente une large raie HI. Elle renferme également des régions d'hydrogène ionisé.

### Distance
Sa vitesse par rapport au fond diffus cosmologique est de 2 764 ± 22 km/s, ce qui correspond à une distance de Hubble de 40,8 ± 2,9 Mpc (∼133 millions d'al).
À ce jour, six mesures non basées sur le décalage vers le rouge (redshift) donnent une distance égale à 25,128 ± 5,595 Mpc (∼82 millions d'al), ce qui est nettement à l'extérieur des valeurs de la distance de Hubble. Notons que c'est avec la valeur moyenne des mesures indépendantes, lorsqu'elles existent, que la base de données NASA/IPAC calcule le diamètre d'une galaxie et qu'en conséquence le diamètre de NGC 3568 pourrait être d'environ 45,3 kpc (∼148 000 al) si on utilisait la distance de Hubble pour le calculer.

### Luminosité dans l'infrarouge
La luminosité de la galaxie NGC 3568 dans l'infrarouge lointain (de 40 à 400 µm)  est égale à 1,86 × 1010 {\displaystyle L_{\odot }} (1010,27{\displaystyle L_{\odot }}) et sa luminosité totale dans l'infrarouge (de 8 à 1 000 µm) est de 2,82 × 1010 {\displaystyle L_{\odot }} (1010,45{\displaystyle L_{\odot }}).

## Supernova
La supernova SN 2014dw a été découverte dans NGC 3568 le juin 2014 novembre par l'équipe australienne et néo-zélandaise d'astronomes amateurs  BOSS. Cette supernova était de type II.

## Groupe de NGC 3557
NGC 3568 est une galaxie du groupe de NGC 3557 qui compte au moins 11 galaxies dont NGC 3533, NGC 3557, NGC 3564 et NGC 3573.

### Paire de galaxies
Selon Vaucouleurs et Corwin, NGC 3568 et NGC 3557 forment une paire de galaxies. Mais, il est aussi indiqué à la même page que NGC 3557 et NGC 3564 forment aussi une paire. S'agit-il d'un trio ?